# Live Session (iTunes Exclusive)
«Live Session (iTunes Exclusive)»  — другий EP альбом канадсько-португальської співачки Неллі Фуртадо. Виданий 26 вересня 2006 року лейблом Geffen у форматі digital download .

## Список композицій
1. «Promiscuous» (Live featuring Saukrates) — 3:53
2. «Say It Right» (Live) — 4:31
3. «Maneater» (Live) — 3:09
4. «All Good Things (Come to an End)» (Live) — 3:33